# Dyssodia
Dyssodia là một chi thực vật có hoa trong họ Cúc (Asteraceae).

## Loài
Chi Dyssodia gồm các loài: